# Thầm Long
Thầm Long (giản thể: 谌龙; phồn thể: 諶龍; bính âm: Chén Lóng; sinh ngày 18 tháng 1 năm 1989) là vận động viên cầu lông người Trung Quốc. Ở nội dung đơn nam, anh từng giành Huy chương Đồng tại Thế vận hội Mùa hè 2012, Huy chương Vàng tại Thế vận hội Mùa hè 2016, và Huy chương Bạc tại Thế vận hội mùa hè 2020. Ngoài ra, anh cũng từng 2 lần giành chức Vô địch thế giới và 2 lần vô địch toàn Anh; 2 lần giành Huy chương Vàng và 1 lần giành Huy chương Bạc tại Á vận hội (đại diện cho Trung Quốc), cùng 1 Huy chương Bạc đơn nam tại Á vận hội 2014.
Thầm Long gây chú ý khi giành chức quán quân Giải vô địch trẻ châu Á năm 2007, hạng mục đơn nam và đôi nam nữ. Anh chuyển lên chơi chuyên nghiệp vào năm 2008 và có được chức vô địch đầu tiên tại Philippines Open vào năm 2009. Thứ hạng cao nhất của Thầm Long là hạng 1 vào ngày 24 tháng 12 năm 2014, nắm giữ 76 tuần liên tiếp cho tới tháng 6 năm 2016.
Được người hâm mộ đặt biệt danh "Vạn Lý Trường Thành" bởi kỹ năng phòng thủ chắc chắn, lối đánh bền bỉ, khả năng bao sân tốt nhờ chiều cao vượt trội trong làng cầu lông châu Á. Thầm Long được coi là một trong những vận động viên cầu lông vĩ đại nhất mọi thời đại, với 441 thắng và 114 bại và nhiều danh hiệu quan trọng. Anh giải nghệ vào đầu tháng 5 năm 2023. 